# Patrick Sensburg
Patrick Sensburg (født 3. juni 1971 i Paderborn) er en tysk politiker, der repræsenterer CDU.
Han blev medlem af Junge Union (JU) i 1986 og CDU i 1989. I 2009 blev han valgt til Forbundsdagen.